# Sân bay quốc tế Malabo
Sân bay Malabo hay Sân bay Saint Isabel (IATA: SSG, ICAO: FGSL) là một sân bay ở Punta Europa, đảo Bioko, Guinea Xích đạo. Sân bay được đặt tên theo thủ đô Malabo, cách trung tâm thành phố khoảng 9 km về phía đông. Sân bay này đã phục vụ 34.500 lượt khách năm 2001. Hangar có thể sửa chữa máy bay lớn như McDonnell Douglas DC-10 hoặc C-130 Hercules.

## Các hãng hàng không và các tuyến điểm
- Aero Contractors (Nigeria) (Lagos, Libreville)
- Air France (Paris-Charles de Gaulle)
- Air Service Gabon (Libreville)
- Astraeus (London-Gatwick)
- Benin Golf Air (Cotonou, Douala, Libreville, Lome)
- Cameroon Airlines (Cotonou, Douala, Libreville)
- CEIBA Intercontinental (Annobon, Bata, Douala, Libreville)
- GETRA (Bata, Cotonou)
- Guinee Ecuatorial Airlines GEASA (Bata)
- Iberia (Madrid)
- Lufthansa (Abuja, Frankfurt)
- Royal Air Maroc (Casablanca, Libreville)

### Các hãng vận tải hàng hóa
- World Airways
- MK Freighters / Panalpina